# Horní Heřmanice (Vysočina)
Horní Heřmanice è un comune della Repubblica Ceca facente parte del distretto di Třebíč, nella regione di Vysočina.